# Giovanna Francesca Ferrari
Luisa Ferrari, en religion Giovanna Francesca dello Spirito Santo, née en 1888 et morte en 1984, est une religieuse catholique italienne. Son projet de soulager les misères la conduit à fonder la congrégation des sœurs missionnaires franciscaines du Verbe Incarné, qui sont  présentes dans 5 pays. Elle est reconnue vénérable par l'Église catholique.

## Biographie
Luisa Ferrari naît le 14 septembre 1888 à Reggio d'Émilie. Elle est la septième enfant d'une famille modeste. Elle reçoit une forte éducation religieuse par sa mère, bien qu'une grande partie de sa famille était éloignée de la foi chrétienne. Pendant de nombreuses années la jeune fille tente de les ramener à la pratique religieuse.
En 1907 Luisa obtient son diplôme d'enseignement, et devient institutrice dans l'école primaire de Reggio d'Émilie. Elle est ensuite professeur spécialisée pour les enfants atteints de troubles psychiatriques. En parallèle, elle catéchise les jeunes ouvriers en organisant diverses initiatives, et s'occupe, au cours de la Première Guerre mondiale, des enfants de soldats partis au front.
Vivant depuis son adolescence de la spiritualité franciscaine, elle fut secrétaire du Tiers-Ordre franciscain de Reggio d'Émilie de 1914 à 1922, travaillant à la formation des membres et organisant diverses conférences dans la région. Sa vie spirituelle s'accentue et elle projette de se consacrer dans la vie religieuse. Le 10 décembre 1929, Luisa et quelques compagnes font profession religieuse. Elle prend alors le nom de sœur Giovanna Francesca dello Spirito Santo. Elle et ses sœurs forment une petite communauté qui s'établit comme une nouvelle congrégation religieuse, dite des Missionnaires franciscains du Verbe Incarné,.
Sous l'impulsion de Mère Giovanna, les sœurs basent leur vie religieuse sur la prière, la pauvreté et la joie. Les débuts de la congrégation sont difficiles, marqués par le manque de ressources et les difficultés. Toutefois la persévérance de Mère Giovanna aboutit en 1947 par la reconnaissance de la jeune congrégation par le Saint-Siège.
Malgré son âge et sa santé précaire, Mère Giovanna fait plusieurs voyages missionnaires, partant en bateau pour l'Uruguay en 1952, et en avion pour le Chili en 1961. En 1972, elle laissa sa fonction de supérieure générale de la congrégation, tout en continuant à soutenir ses religieuses jusqu'à sa mort, survenue le 21 décembre 1984, âgée de 96 ans.

## Béatification
La cause pour la béatification et la canonisation de Mère Giovanna débute en 1992 à Fiesole. L'enquête diocésaine se clôture en 2006, puis est envoyée à Rome pour y être étudiée par la Congrégation pour les causes des saints.
À la suite de l'avis favorable des différentes commissions, le pape François procède à la reconnaissance des vertus héroïques de Mère Giovanna le 19 mars 2019, lui attribuant ainsi le titre de vénérable.